# Kim A-lang
Kim A-lang (Koreaans: 김아랑) (Jeonju, 22 augustus 1995) is een Zuid-Koreaans shorttrackster.

## Carrière
Kim A-lang werd tweede op het wereldkampioenschappen shorttrack junioren in 2013. Een jaar later vertegenwoordigde ze Zuid-Korea op de Olympische Winterspelen 2014. Op de 500 en 1000 meter werd ze vroeg uitgeschakeld en op de 1500 meter in de finale gediskwalificeerd. Wel was er succes op de relay (aflossing), ze won met haar Zuid-Koreaanse landgenotes de gouden medaille en mocht zich olympisch kampioene noemen.
Op de wereldkampioenschappen shorttrack 2014 won Kim zilver op de 1500 meter en werd ze zesde in het eindklassement. Op de wereldkampioenschappen shorttrack 2015 won ze goud op de aflossing en werd ze opnieuw zesde in het eindklassement.
1992: Cutrone, Daigle, Lambert, Perreault ·
1994: Chun, Kim S.-h., Kim Y.-m., Won ·
1998: An, Chun, Kim, Won ·
2002: Choi E.-k., Choi M.-k., Joo, Park ·
2006: Byun, Choi, Jeon, Jin, Kang ·
2010: Sun, Wang, Zhang, Zhou ·
2014: Cho, Kim, Kong, Park, Shim ·
2018: Choi, Kim A.-l., Kim Y.-j., Lee, Shim ·
2022: Van Kerkhof, Poutsma, Schulting, Velzeboer